# Каравелаш (Мирандела)
Каравелаш (порт. Caravelas) — район (фрегезия) в Португалии, входит в округ Браганса. Является составной частью муниципалитета Мирандела. По старому административному делению входил в провинцию Траз-уж-Монтиш и Алту-Дору. Входит в экономико-статистический субрегион Алту-Траз-уш-Монтеш, который входит в Северный регион. Население составляет 269 человек на 2001 год. Занимает площадь 12,59 км².